# Mariagården, Nyköping
Mariagården är en distriktskyrka som tillhör Nyköpings församling i Strängnäs stift. Kyrkan ligger i stadsdelen Brandkärr norr om centrala Nyköping och invigdes 1982.